# 評判五人娘
『評判五人娘』（ひょうばんごにんむすめ）は、1939年に公開された久松静児監督の日本映画。

## スタッフ
- 監督 - 久松静児[1]
- 脚本 - 村上徳三郎[1]
- 原作 - 村上徳三郎[3]
- 撮影 - 鈴木栄[1]
- 美術 - 新藤兼人[3]
- 音楽 - 伊藤宣二[1]

## キャスト
- 山路ふみ子 - 東島桜[1][3]
- 立松晃 - その兄梅雄[1][3]
- 逢初夢子 - 和田病院院長の娘で看護婦君江[1][3]
- 真山くみ子 - 魚屋の女主人須藤仙子[1][3]
- 淡島みどり - ショップガール相沢芳子[1][3]
- 美鳩まり - 流行歌手山野一子[1][3]
- 清水将夫 - 君江の兄一郎[4]
- 菅井一郎[4] - 仙子の父[3]
- 高津慶子 - 桜の継母[4]
- 宇佐美淳[4] - 画家多田浩[3]
- 古川登美 - クラスメート上田須磨子[3]
- 若葉馨 - 梅雄の父[4]
- 大井正夫[4] - 芳子の父[3]
- 小宮一晃[4] - 町内の頭[3]
- 田中筆子 - その妻[3]
- 大友壮之介[4] - デパートの医師[3]
- 生方壮児 - 刑事[4]